# Cymatoplex dichroa
Cymatoplex dichroa är en fjärilsart som beskrevs av Oswald Beltram Lower 1903. Cymatoplex dichroa ingår i släktet Cymatoplex och familjen mätare. Inga underarter finns listade i Catalogue of Life.